# Saronominae
Sous-famille
Les Saronominae sont une sous-famille de solifuges de la famille des Ammotrechidae.

## Distribution
Les espèces de cette sous-famille se rencontrent en Amérique du Sud, en Amérique centrale et dans le Sud de l'Amérique du Nord.

## Liste des genres
Selon Solifuges of the World (version 1.0) :
- Branchia Muma, 1951
- Chinchippus Chamberlin, 1920
- Innesa Roewer, 1934
- Procleobis Kraepelin, 1899
- Saronomus Kraepelin, 1900

## Publication originale
- Roewer, 1934 : Solifuga, Palpigrada. Dr. H.G. Bronn's Klassen und Ordnungen des Thier-Reichs, wissenschaftlich dargestellt in Wort und Bild. Akademische Verlagsgesellschaft M. B. H., Leipzig. Fünfter Band: Arthropoda; IV. Abeitlung: Arachnoidea und kleinere ihnen nahegestellte Arthropodengruppen, vol. 4, p. 1-723 (texte intégral).